# Éric Conan
Pour les articles homonymes, voir Conan.
Éric Conan, né le 15 mars 1955, est un journaliste et essayiste français. Il travaille actuellement à l'hebdomadaire Marianne.

## Biographie
Diplômé de l'Institut d'études politiques de Paris[Quand ?], il est ancien élève de l'École nationale de la santé publique. Travaillant comme directeur d'hôpital, il est recruté en 1981 à Libération comme journaliste sur les questions médicales (il couvre notamment les découvertes scientifiques sur le Sida). Il collabore ensuite au Monde, à Esprit (où il fut rédacteur en chef), à L'Express, puis enfin à Marianne.
En juillet 1990, son enquête publiée par L'Express, éclaire un aspect de la collaboration française dans l'extermination des Juifs, à savoir l'internement de 3 500 enfants dans le Loiret, avant leur envoi à Auschwitz,{,. Son livre avec Henry Rousso, Vichy, un passé qui ne passe pas, publié en 1994, investigue sur la mémoire du régime de Vichy dans la France contemporaine,,.
Il couvre ensuite le procès de Maurice Papon,. Éric Conan enquête également sur le négationnisme, publiant une enquête sur la manière dont l'abbé Pierre s'est retrouvé à soutenir Roger Garaudy.
En 2004, il publie un ouvrage intitulé La Gauche sans le peuple, où, selon le géographe Christophe Guilluy, « l'auteur cernait les causes du divorce avec la gauche des ouvriers et des employés qui, en 1981, avaient pourtant majoritairement voté Mitterrand ». Éric Conan publie ce livre deux ans après l'élection présidentielle de 2002, qui voit la défaite de la gauche et l'accession de Jean-Marie Le Pen au second tour. Selon le philosophe Serge Audier, Éric Conan fait remonter l'origine du divorce entre la gauche et les classes populaires aux aspirations libérales et libertaires de mai 68.

## Ouvrages
- Sans oublier les enfants – Les camps de Pithiviers et de Beaune-la-Rolande (19 juillet-16 septembre 1942), Grasset, Paris, 1991 ; Le Grand livre du mois, Paris, 1991  (ISBN 2-246-44311-3) ; rééd. France loisirs, Paris, 1992  (ISBN 2-7242-6891-1) ; Le livre de poche, 2006  (ISBN 978-2-253-11721-6)[7],[8],[18].
- Avec Henry Rousso, Vichy, un passé qui ne passe pas, Éditions Fayard, Paris, 1994  (ISBN 2-213-59237-3) ; rééd. Gallimard, coll. « Folio histoire », Paris, 1996, 513 p.  (ISBN 2-07-032900-3 et 978-2070329007)[10],[19],[20].
- Le Procès Papon – Un journal d'audience, Gallimard, Paris, 1998  (ISBN 2-07-075280-1).
- La Gauche sans le peuple, Fayard, Paris, 2004  (ISBN 2-213-61790-2).
- Comprendre le malheur français, par Marcel Gauchet, entretiens avec François Azouvi et Éric Conan, Stock, Paris, 2016  (ISBN 2-23-407541-6)[21].